# NGC 1211
NGC 1211 ist eine Ring- und linsenförmige Galaxie vom Hubble-Typ (R)SB0/a im Sternbild Cetus südlich des Himmelsäquators. Sie ist schätzungsweise 143 Millionen Lichtjahre von der Milchstraße entfernt und hat einen Durchmesser von etwa 90.000 Lichtjahren.

Im selben Himmelsareal befinden sich u. a. die Galaxien NGC 1194 und IC 283.
Das Objekt wurde am 31. Oktober 1867 von dem Astronomen Truman Henry Safford entdeckt.